# Сент Џорџ (Антигва и Барбуда)
Сент Џорџ (енгл. Saint George) или Свети Ђорђе, једна је од осам територијалних јединица државе Антигва и Барбуда. 
Округ се налази на северу острва Антигва, укључујући и острво Лонг Ајленд, као и локалитете Бернес Хил, Марбле Хил, Кросбајес, Хоџес Беј, Парадајс Вајв, Кулиџ, Карлајсле, Фитџис Крик, Осбурн, Пиготс, Њу Вајнторпиз, Пикадили, Ганторпиз, Си Вајв Фарм и Пајнтирс.
Округ Сент Џорџ обухвата укупну површину од 24,41 km² и има око 7.496 становника (Попис из 2011. године). Административно седиште округа се налази у насељу Пиготс.
У округу се налази и „Међународни аеродром Птица“.